# The Reagans
The Reagans é um telefilme de drama biográfico estadunidense dirigido por Robert Allan Ackerman sobre Ronald Reagan e sua família. A rede CBS planejou inicialmente transmitir o filme, que acabou sendo exibido em 30 de novembro de 2003 no canal a cabo Showtime devido à controvérsia sobre a representação do ex-presidente.

## Elenco
- James Brolin  – Ronald Reagan
- Judy Davis – Nancy Reagan
- Željko Ivanek – Michael Deaver
- Mary Beth Peil – Edith Davis
- Bill Smitrovich – Alexander Haig
- Shad Hart – Ron Reagan
- Zoie Palmer – Patti Davis
- Richard Fitzpatrick – Ben Weldon
- Vlasta Vrána – Edwin Meese
- Francis Xavier McCarthy – Dr. Loyal Davis
- Frank Moore – Don Regan
- Aidan Devine – Bill Shelby
- John Stamos – John Sears
- Stewart Bick – Lew Wasserman